# 이현숙 (만화가)
이현숙(1971년 12월 29일~)은 대한민국의 만화가이다.
1992년에 《친구 만들기》라는 작품을 통해 데뷔했다.